# Списак зграда и споменика у Врању
Следи списак важних зграда и споменика у граду Врању.

## Средњи век
| Име                                       | Период         | Тип     | Опис | Место                | Слика |
| ----------------------------------------- | -------------- | ------- | --- | -------------------- | ----- |
| Марково Кале                              | XIII век       | Тврђава | Остаци средњовековног утврђења које је према легенди подигао Марко Краљевић, утврђено је да су темељи утврђења из периода цара Јустинијана, није било уређено све до 2010, али и дан данас није искоришћено за туризам.                            | 4,5 северно од Врања |       |
| Манастир Светог оца Николаја у Врању      | XIV век        | Црква   | Метох манастира Хиландара, седиште епископа врањских, помиње се у Хиландарској повељи краља Душана, писаној између 1343 и 1345, којим краљ манастиру Хиландару поклања неколико села и ову цркву, обновљена почетком двехиљадитих, данас манастир. | -                    |       |
| Црква Свете Петке                         | пре XIII век-а | Црква   | Стара средњовековна црква, која је претворена у џамију за владавине Османлија, а после ослобођења поново претворена у православну цркву, од првобитне грађевине остао је један зид.                                                                |                      |       |
| Црква Успења Пресвете Богородице у Собини | 1819.          | Црква   | |                      |       |

## Период под Турцима
| Име                   | Период       | Тип      | Опис | Место                         | Слика |
| --------------------- | ------------ | -------- | --- | ----------------------------- | ----- |
| Амам                  | 1690. године | Купатило | Старо турско купатило, саграђено отприлике 1690. године, обновљено, али недоступно посетиоцима. | Улица Петог конгреса          |       |
| Пашин конак           | 1765. године | Зграде   | Зграде салемлука и харемлка у којима су становали турски паша и његове жене, данас зграде Народног музеја и елитног ресторана.                                                                      | Улица Пионирска 1.            |       |
| Саборна црква у Врању | 1858-1860    | Црква    | Велелепна црква у центру града. | Центар Врања                  |       |
| Бели мост             | 1844.        | Мост     | Мост подигнут у спомен несрећној љубави двоје младих, мајке Туркиње која га је, по легенди, подигла у спомен несрећне љубави своје кћери Ајше и српског пастира Стојана. Налази се на грбу општине. | Улица Девет Југовића          |       |
| Чесма Ђеренка         |              | Чесма    | Успомена на несрећну љубав између Турчина и српске девојке, легенда каже да су је Турци подигли као споменик свом омиљеном Ђерделезу, који није успео да освоји срце лепе црнооке Српкиње.          | Синђелићева 13, Горња чаршија |       |
| Шарена чесма          | 1990их       | Чесма    | Некада се у центру града налазила чесма која је опевана у једној врањској песми, давно је срушена, а обновљена је деведесетих, али је веома запуштена.                                              | Центар града                  |       |

## После ослобођења од Турака
| Име                                      | Период    | Тип      | Опис                                                                                              | Место                    | Слика |
| ---------------------------------------- | --------- | -------- | ------------------------------------------------------------------------------------------------- | ------------------------ | ----- |
| Зграда Начелства округа Врањског         | 1905-1907 | Зграда   | Једна од најлепших зграда српско-византијског стила и једна од најлепших зграда у Врању           | Улица Пети конгрес бр. 1 |       |
| Споменик ослободиоцима Врања- Чика Митке | 1903.     | Споменик | Рад је вајара Симеона Роксандића, рушили га два пута бугарски окупатори, а данас је опет подигнут | Трг републике            |       |
| Дом Војске                               | 1932.     | Зграда   |                                                                                                   | Улица Партизанска бр. 2  |       |

## Остали споменици, бисте, спомен плоче и спомен чесме
| Име                                                     | Период | Тип          | Опис                                                                                             | Место                | Слика |
| ------------------------------------------------------- | ------ | ------------ | ------------------------------------------------------------------------------------------------ | -------------------- | ----- |
| Споменик жртвама бугарских окупатора                    |        | Споменик     |                                                                                                  |                      |       |
| Спомен костурница из Првог светског рата                |        | Костурница   |                                                                                                  |                      |       |
| Споменик Револуцији                                     |        | Споменик     |                                                                                                  |                      |       |
| Споменик погинулима у оружаним акцијама и НАТО агресији |        | Споменик     |                                                                                                  |                      |       |
| Споменик Бори Станковићу                                |        | Споменик     |                                                                                                  | Градски парк         |       |
| Споменик Бакији Бакићу                                  |        | Споменик     |                                                                                                  | Горња Чаршија        |       |
| Биста оца Јустина Поповића                              |        | Биста        |                                                                                                  | Градски парк         |       |
| Биста Ђорђу Тасићу                                      |        | Биста        |                                                                                                  | Градски парк         |       |
| Биста др Фрањи Копши                                    |        | Биста        |                                                                                                  | Градски парк         |       |
| Спомен соба Гарнизона Врање                             |        | Спомен соба  |                                                                                                  | Доња касарна         |       |
| Спомен плоча Ђорђу Тасићу                               |        | Спомен плоча |                                                                                                  | Зграда Окружног суда |       |
| Спомен плоча Карађорђу                                  |        | Спомен плоча |                                                                                                  |                      |       |
| Спомен плоча војводи Петру Бојовићу                     |        | Спомен плоча |                                                                                                  |                      |       |
| Спомен плоча генералу Дражи Михаиловићу                 |        | Спомен плоча |                                                                                                  |                      |       |
| Музеј кућа Боре Станковића                              |        | Кућа         | Кућа у којој је рођен и у коме је одрастао Бора Станковић. Данас је Музеј посвећен његовом делу. | Баба Златина улица   |       |